# Réseau GNSS permanent
Pour les articles homonymes, voir RGP.
Le réseau GNSS permanent ou réseau GPS permanent (RGP) est un réseau de stations de mesure destinées au positionnement par satellite en temps réel en France, et maintenues par différents partenaires autour de l'Institut national de l'information géographique et forestière (IGN). Il s'agit plus exactement des stations au sol du système européen SBAS EGNOS. utilisé principalement pour le RTK (Real Time Kinetics) utilisé pour du positionnement en temps réel au cm ou pour le Precise Point Position (PPP) en statique pour de la géodésie. Le principe est le suivant : chaque station au sol connait sa position exactement. Elle calcule en permanence sa position GPS à partir des satellites du GNSS et par différence avec sa propre position connue, elle en déduit une erreur. Cette erreur est transmise vers des satellites géostationnaires au-dessus de l'Europe qui eux-mêmes la rediffusent sur l'Europe vers les stations mobiles qui sont à même de corriger en temps réel leur propre calcul de position.   